# Max Kolmsperger
Maximilian Kolmsperger (*  1. September 1890 in Griesbeckerzell; † 8. April 1966 in Schwarzach bei Bad Hofgastein) war ein deutscher Journalist.
Kolmsperger war von etwa 1910 an publizistisch tätig. Ende 1946 wurde er Redakteur des Münchner Mittag, von 1948 bis 1951 war er Chefredakteur der Bayerischen Landeszeitung. Ab 1951 war er Herausgeber des Informationsdiensts Aus erster Hand.
Er war von 1951 bis 1966 stellvertretender Vorsitzender des Verbands der Berufsjournalisten in Bayern und vom 1. Januar 1956 bis zu seinem Tod Mitglied des Bayerischen Senats.
Der Bayerische Verdienstorden wurde ihm am 15. Januar 1962 verliehen.